# Євдокимова Алефтина Миколаївна
Алефтина Миколаївна Євдокимова (при народженні Алла Миколаївна Євдокимова; 6 жовтня 1939, Харків — 4 травня 2025, Москва) — радянська та російська актриса театру і кіно, народна артистка РРФСР.

## Життєпис
Алефтина (Алла) Євдокимова народилася 6 жовтня 1939 року в містечку Основа Харківської області (нині район Харкова). У 1963 році закінчила акторський факультет Всеросійського державного інституту кінематографії (ВДІКу) (майстерня Михайла Ромма) та увійшла до трупи Малого театру (Москва), де грала до смерті. Крім цього, протягом шести років, одночасно працювала в театрі «Сфера».

## Нагороди та премії
- Заслужена артистка РРФСР (1977).
- Народна артистка РРФСР (1992)[2].
- почесна грамота Уряду Росії.
- почесний знак «Відмінник шефства над Збройними силами»
- Медаль «Ветеран праці»
- Медаль «У пам'ять 850-річчя Москви»
- орден «Дружби» (1999).
- Орден Пошани (2006)

## Творчість

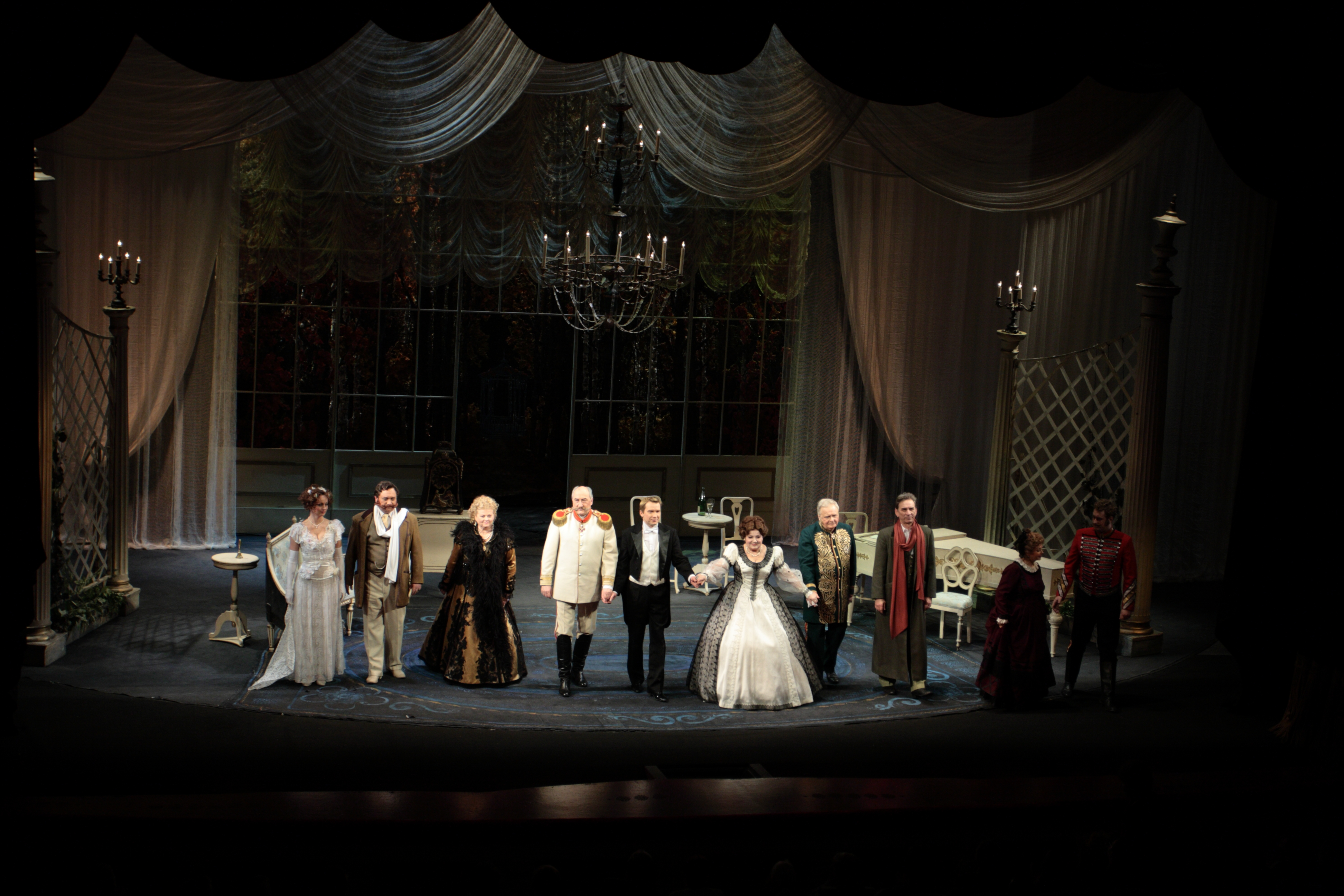
Малий театр. На всякого мудреця досить простоти. Актори. Зліва направо: Машенька (Ольга Пашкова), І. І. Городулін (Олександр Клюквін), К. Л. Мамаєва (Ірина Муравйова), Крутицький (Борис Клюєв), Є. Д. Глумов (Олександр Вершинін), С. І. Турусіна (Алефтина Євдокимова), Н. Ф. Мамаєв (Вячеслав Єзепов), Голутвін (Олександр Єрмаков), приживалка (Г. Г. Микшун або Н. П. Швець), Є. В. Курчаєв (Г. Н. Скряпкін)

### Роботи в театрі
- 1963 — дівчина. «Влада темряви» Льва Толстого
- 1963 — глядачка в суді. «Живий труп» Л. М. Толстого
- 1963 — дівчина. «Нас десь чекають» А. М. Арбузова
- 1963 — 2-га княжна. «Лихо з розуму» Олександра Грибоєдова
- 1963 — гостя у Стесселя. «Порт-Артур» І. Попова, А. Степанова
- 1963 — Танцівниця. «Жіночі плітки» К. Гольдоні
- 1964 — 2-га леді. «Віяло леді Віндермієр» Оскара Уайльда
- 1964 — 2-га лоретка. «Пані Боварі» Г. Флобера
- 1964 — жебрачка. «Гроза» Олександра Островського
- 1964 — міс Грехем. «Віяло леді Віндермієр» О. Уайльда
- 1964 — Лола. «Вкрали консула!» Г. Мдівані
- 1964 — дівчина. «Гроза» А. М. Островського
- 1964 — гостя. «Іванов» Антона Чехова
- 1964 — дівчина з кісками. «Нас десь чекають» А. М. Арбузова
- 1964 — 2-га придворна дама. «Людина зі Стратфорда» С. І. Альошина
- 1965 — епізоди. «Розумні речі» Самуїла Маршака
- 1965 — 3-тя лоретка. «Пані Боварі» Г. Флобера
- 1965 — 1-га дівчина. «Влада темряви» Л. М. Толстого
- 1965 — панянка в блакитному. «Дачники» Максима Горького
- 1965 — Юлія. «Сторінка щоденника» Олександра Корнійчука
- 1965 — Клара. «Доктор філософії» Б. Нушича
- 1966 — Лена. «Твій дядя Міша» Г.Мдівані
- 1967 — леді Віндермієр. «Віяло леді Віндермієр» О. Уайльда
- 1968 — Лілія. «Кримінальне танго» Е. Ранет
- 1969 — Балабаніца. «Золоте руно» А. Гуляшки
- 1969 — Амалія. «Розбійники» Ф. Шиллера
- 1970 — Абігайль. «Стакан води» Е. Скріба
- 1970 — Настя. «Інженер» Е. Каплінські
- 1971 — Регіна. «Привиди» Г. Ібсена
- 1971 — Липа. «Растеряева вулиця» Г. Успенського
- 1972 — Клавдія. «Фальшива монета» М. Горького
- 1972 — Пауліна. «Птахи нашої молодості» І. Друце
- 1974 — Юлія. «Одинадцята заповідь» Ф. Шамберка
- 1975 — Маша. «Ластівка» А. М. Толстого
- 1976 — Наташа. «Принижені і ображені» Федора Достоєвського
- 1976 — офіціантка. «Вечірній світло» А. М. Арбузова
- 1976 — Чорнобривцева. «Ураган» А. Софронова
- 1977 — Джулія. «Змова Фієско в Генуї» Ф. Шиллера
- 1978 — Гаяне. «Запаморочення» Г.Саркісяна
- 1978 — Віра Василівна. «Вина» Л. Кургатнікова
- 1980 — Маша. «Івушка неплакучая» М. Алексєєва
- 1980 — Уляна. «Виклик» Г.Маркова, Е. Шима
- 1981 — Мадлен Петрівна. «Агонія» М. Крлежі
- 1982 — Сосіпатра Семенівна. «Красень-чоловік» А. Н. Островського
- 1982 — Клава. «Дикий Ангел» О. Коломійця
- 1983 — Аліса Польді. «Мій улюблений клоун» В. Ліванова
- 1984 — Віра. «Рядові» А. Дударєва
- 1986 — Простакова. «Недоросль» Д. І. Фонвізіна
- 1988 — Клара. «Будинок на небесах» І. Губача
- 1989 — Лаура. «Батько» А. Стріндберга
- 1991 — Олександра Федорівна. «…І аз воздам» С. Кузнєцова
- 1993 — Євдокія Федорівна. «Цар Петро і Олексій» Ф. Горенштейна
- 1996 — Домна Пантелівна. «Таланти і шанувальники» А. М. Островського
- 1998 — Чебоксарова. «Скажені гроші» А. М. Островського
- 1998 — Дружина Міллера. «Підступність і кохання» Ф. Шіллера
- 2003 — Герміна «Старий добрий ансамбль» І. Губача
- 2004 — Настасья Тимофіївна «Весілля, весілля, весілля!» А. П. Чехова
- 2007 — Марія Федорівна Нагая «Цар Борис» А. К. Толстого
- 2009 — Софія Гнатівна Турусіна «На всякого мудреця досить простоти» А. М. Островського
- 2012 — генеральша Кукарнікова «Діти Ванюшина» С. А. Найдьонова

### Фільмографія
1. 1963 — Срібний тренер — Таня Лутенко, гімнастка, майстер спорту
2. 1964 — Хвилина історії
3. 1966 — Лабіринт — синьйора
4. 1967 — Північний світло — # 1968 — Крах — Любов Юхимівна Дікгоф-Деренталь, соратниця і подруга Савінкова
5. 1969 — Чайковський — співачка
6. 1970 — Місія в Кабулі — епізод
7. 1973 — Інженер — Настя
8. 1973 — Сад
9. 1974 — Поцілунок Чаніти — Анжела
10. 1974 — Птахи нашої молодості — Пауліна
11. 1975 — Фальшива монета — Клавдія
12. 1975 — Я більше не буду — мати Вови
13. 1976 — Принижені й ображені — Наташа
14. 1978 — Версія полковника Зоріна — Ганна, коханка Козирця
15. 1979 — Вигідний контракт — Люда Ізвєкова, старший товарознавець
16. 1980 — Незваний друг — Людмила, дружина Первака
17. 1981 — Виклик — Уляна Лісіцина, дочка Михайла Семеновича
18. 1981 — Крик тиші — Глафіра
19. 1981 — Полин — трава гірка — Марта
20. 1983 — Ніжний вік — Ганна Іванівна Лопухова, мати молодшого лейтенанта Кіра
21. 1984 — Берег його життя — Марія Федорівна
22. 1984 — Спадок — Тереза
23. 1984 — Продовжись, продовжись, чарівність… — Тетяна, дочка Антона Миколайовича, перекладачка
24. 1985 — Третє покоління — Галина
25. 1986 — За явною перевагою
26. 1986 — Кур'єр — Марія Вікторівна Кузнєцова, мати Каті
27. 1986 — Мій улюблений клоун — Аліса
28. 1987 — Дев'яте травня
29. 1990 — Недоросток — Простакова, дружина
30. 1993 — Маленькі чоловічки Більшовицького провулка, чи Хочу пива — Ніна Іванівна, мати Толіка
31. 1996 — Королі російського розшуку (Серія «Вбивство Бутурліна»)
32. 1998 — Цар Петро і Олексій — Євдокія Федорівна, перша дружина Петра I
33. 2002 — Марш Турецького (3-й сезон, Кривава відпустка) — мати Ірини
34. 2004 — Стілет-2 — епізод
35. 2005 — Скажені гроші
36. 2005 — Мотузка з піску — Юлія Кирилівна
37. 2005 — Зірка епохи — мати поета
38. 2006 — Євлампія Романова. Слідство веде дилетант-3 (Фільм № 7 «Канкан на поминках») — Євгенія Павлівна, сусідка
39. 2008 — Мальтійський хрест — Наталя Павлівна, бабуся спадкоємця
40. 2009 — Глухар-2 (48-а серія «Темрява») — старенька
41. 2009 — Ніжні зустрічі — бабуся з онукою в під'їзді
42. 2010 — Відкричать журавлі — Неллі Ісааківна Завидовська, бабуся Юрія
43. 2012 — МосГаз — Кіра Іллівна, мати першої дружини Черкасова
44. 2014 — Кат — Кіра Іллівна, мати першої дружини Черкасова